# يوردان بيتكوف
يوردان بيتكوف (بالبلغارية: Йордан Петков)‏ هو لاعب كرة قدم بلغاري في مركز الوسط، ولد في 11 مارس 1976 في فيليكو ترنوفو في بلغاريا. شارك مع منتخب بلغاريا لكرة القدم. أما مع النوادي، فقد لعب مع سامسون سبور وسلافيا صوفيا ونادي إيرميس أراديبو ونادي فورسكلا بولتافا ونادي لوكوموتيف صوفيا.

## وصلات خارجية
- يوردان بيتكوف على موقع اتحاد تركيا (لاعب) (الإنجليزية)
- يوردان بيتكوف على موقع اتحاد أوكرانيا (الإنجليزية)
- يوردان بيتكوف على موقع قاعدة بيانات كرة القدم.إي يو (الإنجليزية)
- يوردان بيتكوف على موقع ناشيونال فوتبول تيمز (الإنجليزية)
- يوردان بيتكوف على موقع Soccerway.com (الإنجليزية)